# Província de Dolj
La província de Dolj (IPA: [dolʒ]) és un judeţ, una divisió administrativa de Romania, a Oltènia, amb capital a Craiova (població: 314,437).

## Límits
- Província d'Olt a l'est.
- Província de Mehedinţi a l'oest.
- Província de Gorj i província de Vâlcea al Nord.
- Bulgària al sud - província de Vidin, província de Montana i província de Vratsa.

## Demografia
El 2002, té una població de 734,231 i una densitat de població de 99 h/km².
- Romanesos - 96%[1]
- Gitanos - 3%
- Serbis i búlgars 1%.

| Any  | Població |
| ---- | -------- |
| 1948 | 615,301  |
| 1956 | 642,028  |
| 1966 | 691,116  |
| 1977 | 750,328  |
| 1992 | 762,142  |
| 2002 | 734,231  |

## Originaris de la Província
- Corneliu Baba
- Nicolae Vasilescu Karpen
- Alexandru Macedonski
- Titu Maiorescu
- Gheorghe Popescu
- Francisc Sirato
- Marin Sorescu
- Nicolae Titulescu
- Ion Ţuculescu

## Divisió Administrativa
La Província té 3 municipalitats, 4 ciutats i 104 comunes.

### Municipalitats
- Craiova
- Băilești
- Calafat

### Ciutats
- Bechet
- Dăbuleni
- Filiași
- Segarcea

### Comunes
| - Afumaţi - Almăj - Amărăştii de Jos - Amărăştii de Sus - Apele Vii - Argetoaia - Bârca - Bistreţ - Botoşeşti-Paia - Brabova - Brădeşti - Braloştiţa - Bratovoeşti - Breasta - Bucovăţ - Bulzeşti - Călăraşi - Calopăr - Caraula | - Cârcea - Cârna - Carpen - Castranova - Catane - Celaru - Cerăt - Cernăteşti - Cetate - Cioroiaşi - Ciupercenii Noi - Coşoveni - Coţofenii din Dos - Coţofenii din Faţă - Daneţi - Desa - Dioşti - Dobreşti - Dobroteşti | - Drăgoteşti - Drănic - Fărcaş - Galicea Mare - Galiciuica - Gângiova - Gherceşti - Ghidici - Ghindeni - Gighera - Giubega - Giurgiţa - Gogoşu - Goicea - Goieşti - Greceşti - Întorsura - Işalniţa - Izvoare | - Leu - Lipovu - Măceşu de Jos - Măceşu de Sus - Maglavit - Malu Mare - Mârşani - Melineşti - Mischii - Moţăţei - Murgaşi - Negoi - Orodel - Ostroveni - Perişor - Pieleşti - Piscu Vechi - Pleniţa - Pleşoi | - Podari - Poiana Mare - Predeşti - Radovan - Rast - Robăneşti - Rojişte - Sadova - Sălcuţa - Scăeşti - Seaca de Câmp - Seaca de Pădure - Secu - Siliştea Crucii - Şimnicu de Sus - Sopot - Tălpaş - Teasc - Terpeziţa | - Teslui - Ţuglui - Unirea - Urzicuţa - Valea Stanciului - Vârtop - Vârvoru de Jos - Vela - Verbiţa |